# Chiesa ortodossa di Sant'Acacio martire
La chiesa ortodossa di Sant'Acacio martire è un edificio religioso situato nel cuore del centro storico di Crotone, nelle immediate vicinanze della villa comunale, del castello di Carlo V e del palazzo Barracco. Nota dal 1578 al 1975 come chiesa del Santissimo Salvatore, dove le funzioni liturgiche seguivano il rito romano della chiesa cattolica, ad oggi è il principale luogo di culto di riferimento per la locale comunità rumena ortodossa di rito bizantino.

## Storia
La chiesa del Santissimo Salvatore venne eretta per la prima volta nell'agosto 1578, ottenendo la dignità parrocchiale per volere del vescovo Cristóbal Berrocal; destinata in origine a sostituire il titolo precedente di San Nicola dei Greci, la parrocchia venne inclusa nel processo di riforma portato avanti dal vescovo Juan López nell'ottobre 1596, che portò il numero delle parrocchie in città da dodici a cinque a causa dello spopolamento – di cui si hanno notizie certe datate almeno fino al 1602 – che interessò l'intero tessuto urbano crotonese.
Nel 1783 l'edificio venne ricostruito ex novo in quanto parte di esso rimase gravemente lesionato a causa del violento terremoto che colpì in quell'anno la Calabria.
Sconsacrata nel 1975, la chiesa riaprì al culto con rito ortodosso nel marzo 2015. Nello stesso anno la curia arcivescovile si fa carico di alcuni lavori di ristrutturazione.

## Descrizione
L'interno della chiesa si presenta a navata unica.